# 사회주의 조국으로 돌아간 영수와 영옥
《사회주의 조국으로 돌아간 영수와 영옥》은 조선민주주의인민공화국에서 제작한 선전물 영화이다.

## 줄거리와 배경
대한민국에서 살던 영수와 영옥 두 남매가 부모를 여의고 조선민주주의인민공화국으로 떠나고 풍랑으로 휩쓸려온 삼촌과의 재회 등 조선민주주의인민공화국에서 일어나는 천국 같은 일들에 행복을 느낀다는 내용으로 구성되어 있다. 
조선민주주의인민공화국은 사회주의에 대한 국민들의 신앙심과 당시 수령이었던 김일성에 대한 충성심을 강화하기 위해 이 영화를 제작하였다. 

## 김현희의 캐스팅
여주인공 영옥의 어린 시절 역으로 대한항공 858편 폭파사건의 범인인 김현희가 캐스팅되었다. 김현희는 당시 유능한 여학생으로 손꼽혀 영화감독에 의해 아역 7명 중 한 명으로 뽑혔으며 김현희의 회고록인 《나도 이제 여자가 되고 싶어요》의 2부 〈꿈꾸는 허수아비〉에서 그 사실을 언급하고 있다.